# Neumayersteilwand
Die Neumayersteilwand besteht aus einer Reihe steiler Felsenkliffs im ostantarktischen Königin-Maud-Land. Sie bildet das nordöstliche Ende der Kirwanveggen in der Maudheimvidda. Am westlichen Ende der Neumayersteilwand ragt der Gebirgszug Årmålsryggen auf. In nördlicher Richtung erstrecken sich die benachbarten Gebirgskämme Vest- und Austvorren. Südlich des Vestvorrens ragt außerdem der Vorrnipa aus der Neumayersteilwand auf.
Entdeckt und benannt wurde sie bei der Deutschen Antarktischen Expedition 1938/39 unter der Leitung des Polarforschers Alfred Ritscher. Namensgeber ist der Geophysiker und Polarforscher Georg von Neumayer (1826–1909). Teilnehmer der Norwegisch-Britisch-Schwedischen Antarktisexpedition (1949–1952) nahmen eine Kartierung vor.